# Comuna de Juchnowiec Kościelny
Juchnowiec Kościelny (polaco: Gmina Juchnowiec Kościelny) é uma gminy (comuna) na Polónia, na voivodia de Podláquia e no condado de Białystok. A sede do condado é a cidade de Juchnowiec Dolny.
De acordo com os censos de 2004, a comuna tem 12 987 habitantes, com uma densidade 75,5 hab/km².

## Área
Estende-se por uma área de 172,06 km², incluindo:
- área agricola: 74%
- área florestal: 17%

## Demografia
Dados de 30 de Junho 2004:
|                      | Total   | Total | Mulheres | Mulheres | Homens  | Homens |
| -------------------- | ------- | ----- | -------- | -------- | ------- | ------ |
|                      | pessoas | %     | pessoas  | %        | pessoas | %      |
| População            | 12 987  | 100   | 6517     | 50,2     | 6470    | 49,8   |
| Densidade (pop./km²) | 75,5    | 100   | 37,9     | 37,9     | 37,6    | 37,6   |

De acordo com dados de 2002, o rendimento médio per capita ascendia a 1333,22 zł.

## Comunas vizinhas
- Białystok, Bielsk Podlaski, Choroszcz, Suraż, Turośń Kościelna, Wyszki, Zabłudów